# Rondo ONZ w Warszawie

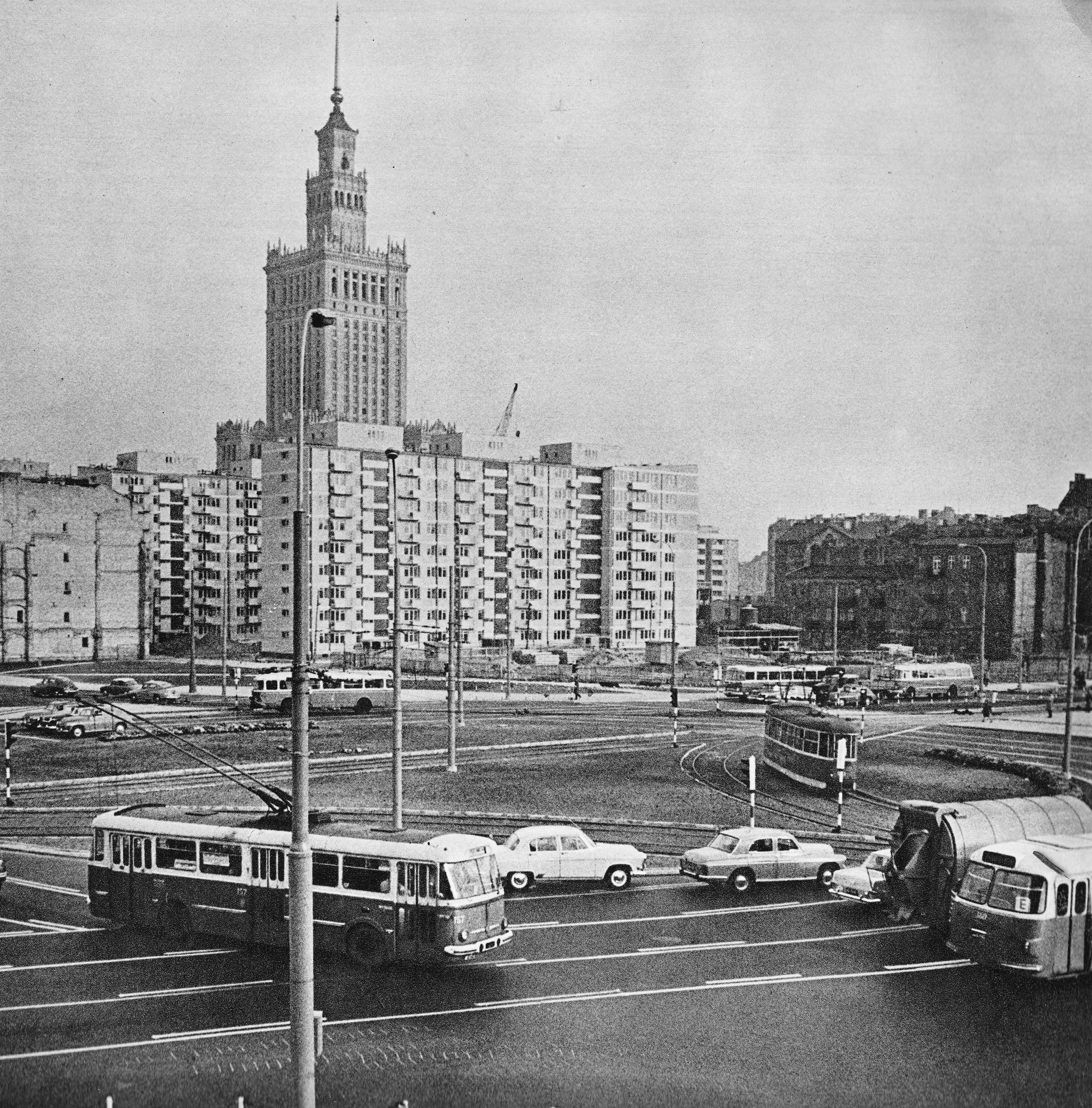
Rondo ONZ w latach 60. XX wieku

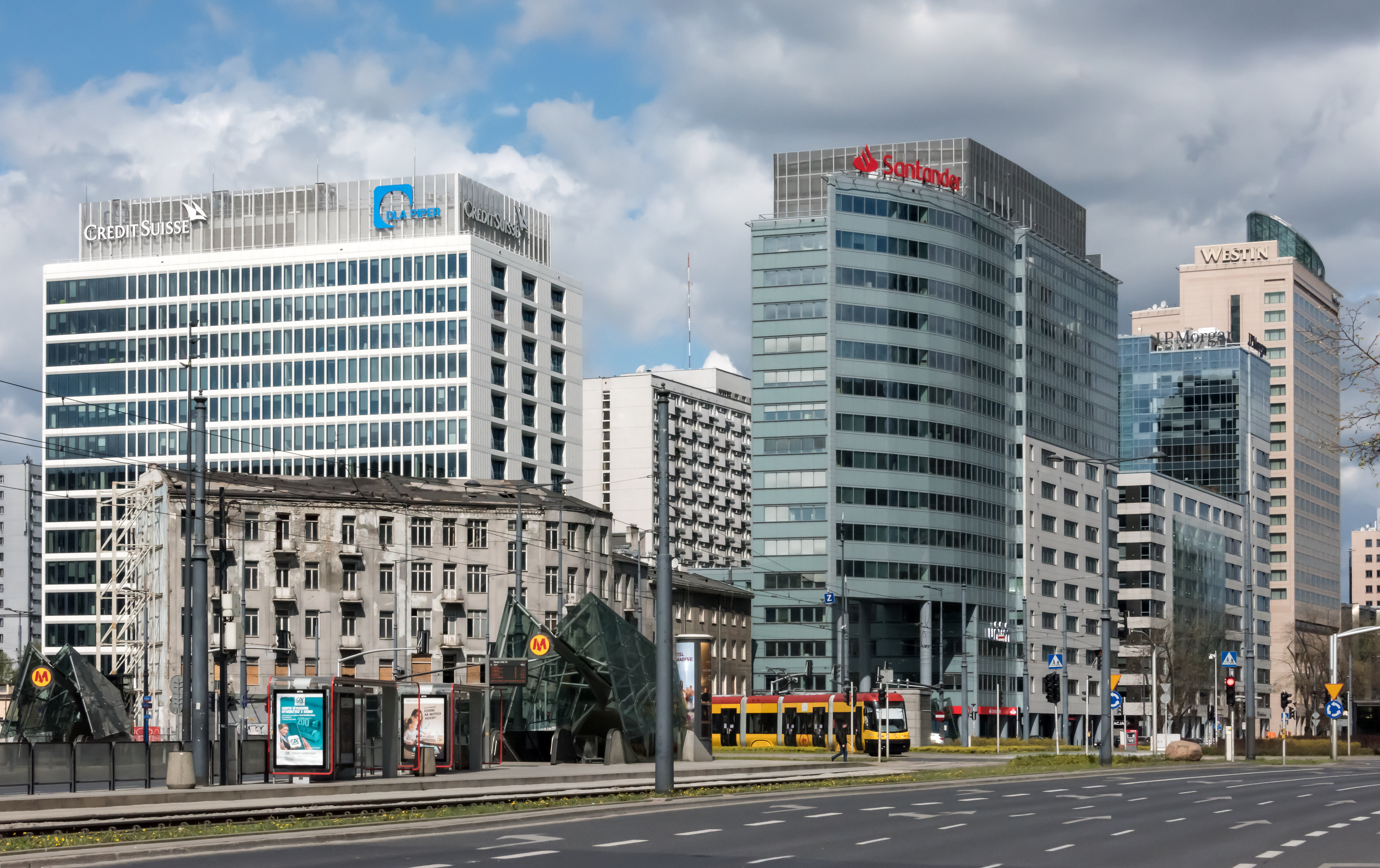
Zabudowa północno-zachodniej pierzei ronda, widoczna kamienica Lejba Osnosa

Rondo ONZ – rondo w dzielnicach Śródmieście i Wola w Warszawie. 

## Opis
Do ronda dochodzą i odchodzą ulice:
- od północy: aleja Jana Pawła II,
- od wschodu: ulica Świętokrzyska,
- od południa: aleja Jana Pawła II,
- od zachodu: ulica Prosta.

Jest to skrzyżowanie o ruchu okrężnym z wyspą centralną i czterema wlotami ulic, wyposażone w sygnalizację świetlną, naziemne przejścia dla pieszych i przejazdy rowerowe oraz przejście podziemne zintegrowane ze stacją metra Rondo ONZ i przystankami tramwajowymi we wszystkich relacjach. Torowiska tramwajowe przecinają wyspę centralną ronda z trzech kierunków (z wyjątkiem kierunku wschodniego od ul. Świętokrzyskiej). Ponadto, przy rondzie znajduje się zespół przystanków autobusowych obsługujących linie dzienne i nocne.
Do 2014 utrudnieniem był fakt, iż ulica Prosta za rondem stawała się jednojezdniowa i przecinała torowisko tramwajowe. Poszerzenie ulicy Prostej i wschodnich wlotów ronda odbyło się w ramach budowy drugiej linii metra.

## Historia
Do II wojny światowej ulica Świętokrzyska dochodziła jedynie do ulicy Bagno. W 1955 roku przedłużono ją do ulicy Juliana Marchlewskiego (obecnie aleja Jana Pawła II).
Skrzyżowanie to stało się czterokierunkowe 4 grudnia 1963 roku, kiedy do tego miejsca przebito przedłużenie ulicy Kasprzaka – ulicę Prostą. Tym samym zrealizowano jedną z dwóch ważnych miejskich arterii komunikacyjnych o kierunku wschód-zachód (drugą była trasa W-Z). Arteria miała stać się częścią planowanej trasy mostowej z mostem Świętokrzyskim (powstała ponad 30 lat później).
Rondo oddano do użytku 5 października 1965 roku. Nazwa, nadana w październiku 1986, upamiętnia Organizację Narodów Zjednoczonych.
W 2015 roku otwarto znajdującą się pod rondem stację linii M2 metra warszawskiego Rondo ONZ.
Ostatnimi reliktami przedwojennej zabudowy znajdującymi się przy rondzie są kamienica Lejba Osnosa (ul. Twarda 28) oraz kamienica przy ul. Ciepłej 3.

## Ważniejsze obiekty
- Biurowiec Ilmet
- Biurowiec Rondo 1
- Biurowiec Skysawa
- Kamienica Lejba Osnosa
- Kamienica przy ul. Ciepłej 3
- Stacja metra Rondo ONZ